# Public Television Service

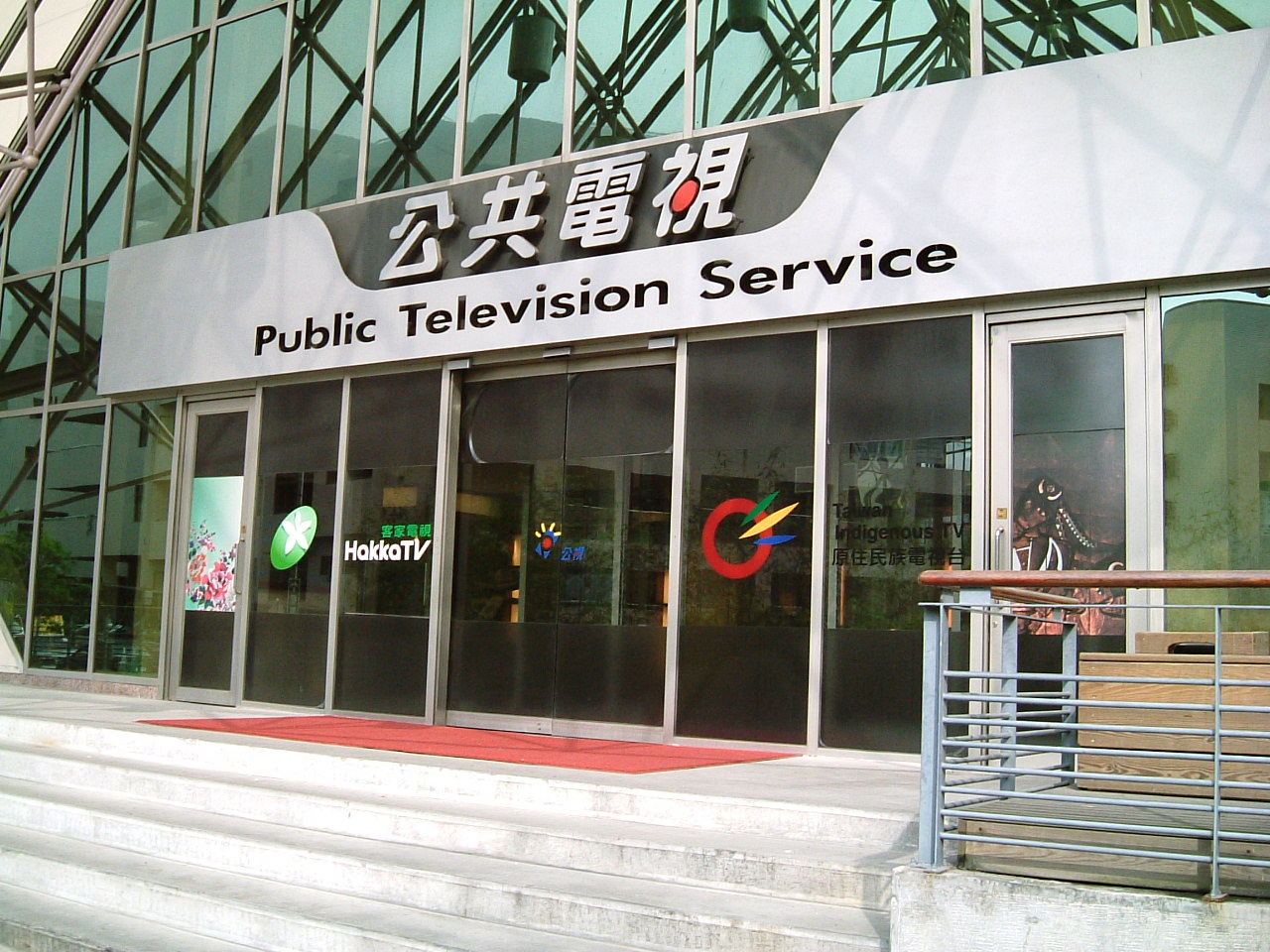
Будівля PTS

Taiwan Public Television Service Foundation (Фонд суспільного телебачення, кит.: 財團法人公共電視文化事業基金會) також Служба суспільного телебачення (від Public Television Service (PTS), кит.: 公共電視/公視) — перша незалежна громадська телерадіокомпанія Тайваню, яка транслює програми Громадського телебачення Тайваню. Хоча ідея вперше була запропонована в 1980 році, лише в 1984 році Урядове інформаційне управління (GIO), яке регулює діяльність засобів масової інформації та виконує функції урядового прес-бюро, спробувало створити окрему установу, яка б створювала програми суспільного інтересу для мовлення на тоді існуючих трьох земельних мережах..Тим не менш, Виконавчий юань (одна з п'яти гілок уряду Тайваню та відповідальна за GIO) пізніше переклав відповідальність на існуючий раніше Китайський фонд розвитку громадського телевізійного мовлення. Лише на початку 1990-х років, після скасування військового стану, коли законодавчі зусилля щодо створення громадського телебачення почалися розвиватися серйозно. Після численних політичних суперечок і скандалів з приводу державних і приватних ресурсів, які використовуються для лобіювання та захисті інтересів, остаточні статути, які створювали PTS, були прийняті в 1997 році.
Taiwan PTS управляється некомерційним Фондом суспільного телебачення як незалежною громадською мовною компанією.

### історія
У 2006 році Законодавчий юань завершив третє читання та схвалив Статут щодо розпорядження державними пакетами акцій у галузі наземного телебачення, відзначивши шлях для Тайванської системи телемовлення (TBS). Після того як Liming Foundation пожертвував акції Китайської телевізійної системи (CTS) для PTS Foundation, була створена TBS. У 2007 році Taiwan Indigenous Television (TITV), Hakka TV і Taiwan Macroview Television (MACTV) приєдналися до Taiwan Broadcasting System, завершивши структуру TBS.
У 2020 році Міністерство культури Тайваню оголосило, що вони нададуть PTS фінансування для виробництва англомовних програм. Наступного року PTS запустив PTS World Taiwan як «міжнародний канал YouTube, який пропонує неймовірну різноманітність програм для глядачів у всьому світі»; канал містить контент переважно мандаринською та тайванською мовами з англійськими субтитрами.

## Канали PTS
- PTS
- PTS Taigi
- PTS3 (раніше називався HiHD, PTS HD, перший канал високої чіткості на Тайвані)